# Liste des expériences scientifiques
Ceci est une liste des expériences scientifiques, que ce soit dans le domaine des sciences expérimentales (physique, chimie) ou des sciences humaines (psychologie clinique, sociologie...)
Elles sont classées par ordre alphabétique.
- Haut – A
- B
- C
- D
- E
- F
- G
- H
- I
- J
- K
- L
- M
- N
- O
- P
- Q
- R
- S
- T
- U
- V
- W
- X
- Y
- Z

## A
- Expériences d'Amagat
- Expérience d'Aspect

## B
- Expérience de Barkhausen
- Mise en évidence de la poussée d'Archimède grâce à un baroscope
- Expérience de Barnett
- Expérience de Bernoulli
- Expérience de Berthollet
- Expérience de Bertozzi

## C
- Expérience de Carré
- Expérience de Cavendish
- Expérience du chat de Schrödinger
- Expérience des figures de Chladni
- Expérience de Clément-Desormes

## D
- Expérience de Davisson et Germer
- Expérience de déstabilisation
- Expérience de la double fente
- Expérience de Dutrochet

## E
- Expérience Einstein-De Haas
- Expérience d'Élihu Thomson
- Expérience d'Eötvös

## F
- Expérience de Fermi-Pasta-Ulam
- Expérience de Fick
- Expérience des fils de Lecher
- Expérience de Fizeau
- Expérience de Flannigan
- Expérience de Foucault
- Expérience de Franck et Hertz
- Expérience du cerf-volant de Franklin
- Expérience du bouillant de Franklin[1]

## G
- Expérience de Geiger et Marsden (Expérience de Rutherford)

## H
- Expérience de Hafele-Keating
- Expérience de Hertz
- Expérience de Hill
- Expérience de Hirn
- Hémisphères de Magdebourg

## I
- Expérience de Ives et Stilwell

## J
- Expérience de Jean Perrin
- Expérience de Joule
- Expérience de Joule-Gay-Lussac
- Expérience de Joule-Thomson

## L
- Expérience de Lecher
- Expérience de Luria-Delbrück

## M
- Expérience de Marlan Scully
- Expérience de Melde
- Expérience de Michelson-Morley
- Expérience de Milgram
- Expérience de Millikan
- Expérience des miroirs ardents

## N
- Expérience des tubes de Natterer
- Expérience du disque de Newton
- Expérience de Nichols et Tear

## O
- Expérience d'Oersted

## P
- Expérience de Pound et Rebka
- Expérience de Pascal

## R
- Expériences de réanimation d'organismes
- Expérience de Regnault
- Expérience de Rowland
- Expérience de Rüchardt
- Expérience de Rumford
- Expérience de Rutherford

## S
- Expérience de Sadeh
- Expérience de Stanford
- Expérience de Stern et Gerlach
- Expérience du Schiehallion
- Expérience de l'anneau de S'Gravesande

## T
- Tache de Fresnel
- Expérience de Tammann-Bridgman
- Expérience de Tolman-Stewart
- Expérience de Torricelli

## V
- Expérience de Von Joly
- Expérience de von Laue
- Expérience du vase de Tantale

## W
- Expérience de Wiegand